# Улица Веца Бикерниеку
Улица Ве́ца Би́керниеку (латыш. Vecā Biķernieku iela) — улица в Видземском предместье Риги, в Межциемсе. Пролегает в восточном направлении от улицы Гиппократа до улицы Юглас, параллельно улице Бикерниеку. Пересекает ручей Дрейлиньупите. В средней части к улице Веца Бикерниеку примыкает улица Кайвас; с другими улицами пересечений нет.

## История
Улица Веца Бикерниеку является исторической частью улицы Бикерниеку, известной с XIX века и полностью вошедшей в городскую черту в 1974 году. В 2007—2010 годах улица Бикерниеку на участке между улицами Гиппократа и Юглас была спрямлена, в результате чего её старая трасса стала фактически отдельной улицей. Решением Рижской думы от 10 февраля 2009 года старой улице было присвоено название Vecā Biķernieku iela (с латыш. — «Старая улица Бикерниеку»). При этом адреса зданий оставалась неизменными до 2017 года.

## Транспорт
Общая длина улицы Веца Бикерниеку составляет 856 метров. На всём протяжении покрыта асфальтом, средняя ширина проезжей части 8 метров. Движение двустороннее, по одной полосе в каждом направлении.
Общественный транспорт по улице в настоящее время не курсирует; до постройки новой трассы улицы Бикерниеку здесь проходил автобус № 16.

## Застройка
- Дома № 7—21 и 25—47 (до 2017 года адрес ул. Бикерниеку, 122—128[3]) — комплекс 4-этажных многоквартирных жилых домов «Meža ciems» (построен в 2003—2008 годах)[6].
- Дом № 23 (до 2017 года адрес ул. Бикерниеку, 126) — одно из зданий бывшей усадьбы Каулу (латыш. Kaulu muiža или Franka muiža, нем. Frankenhof). Другие здания усадьбы, известной с XVIII века, были снесены в 2002 году[7].
- Дом № 59 (до 2017 года адрес ул. Бикерниеку, 148[8]) — Бикерниекская церковь (латыш. Biķeru baznīca) — лютеранский храм, построенный в 1765—1766 годах. Памятник архитектуры государственного значения[9].

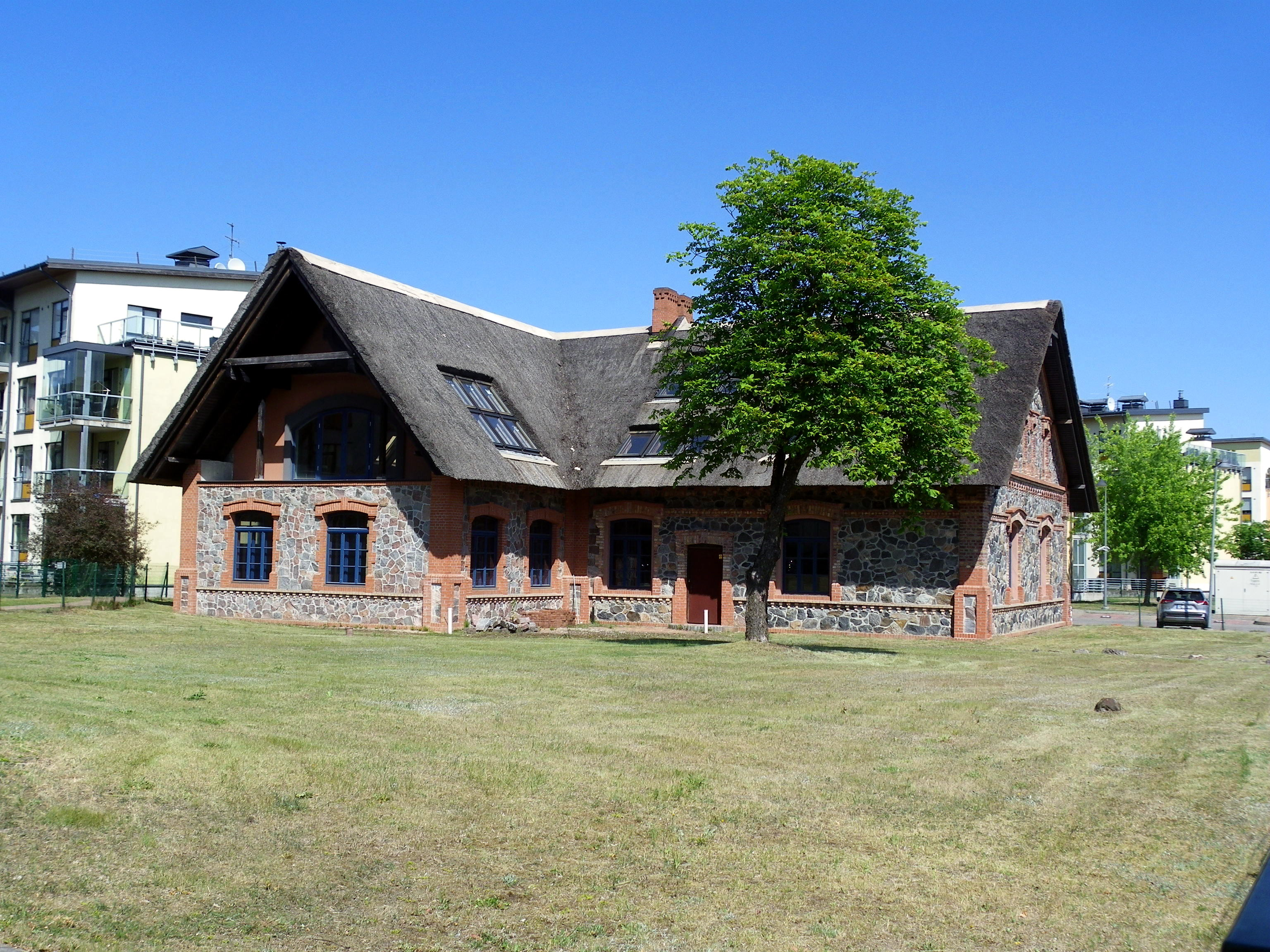
Дом № 23
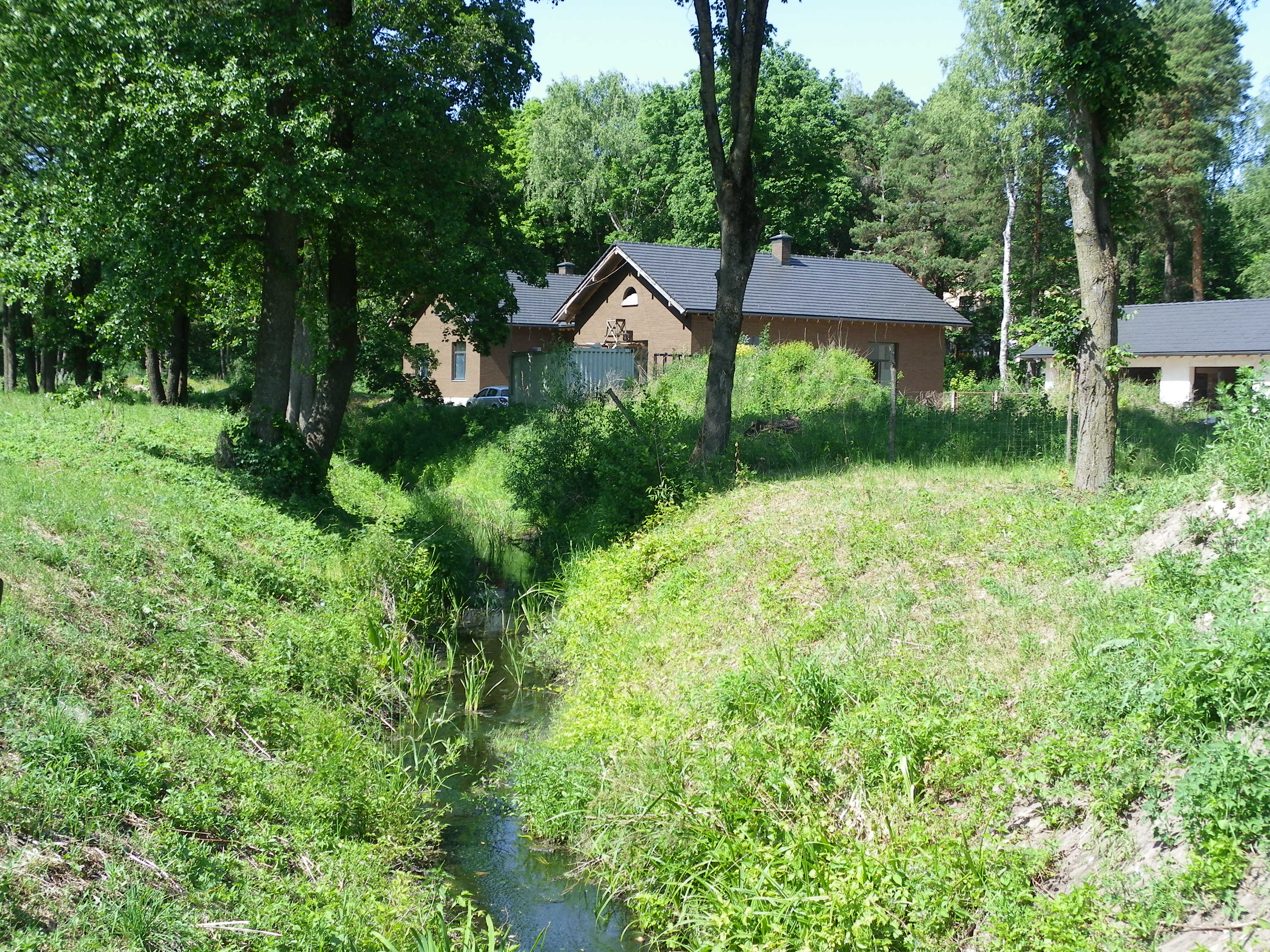
Дрейлиньупите и дом № 45
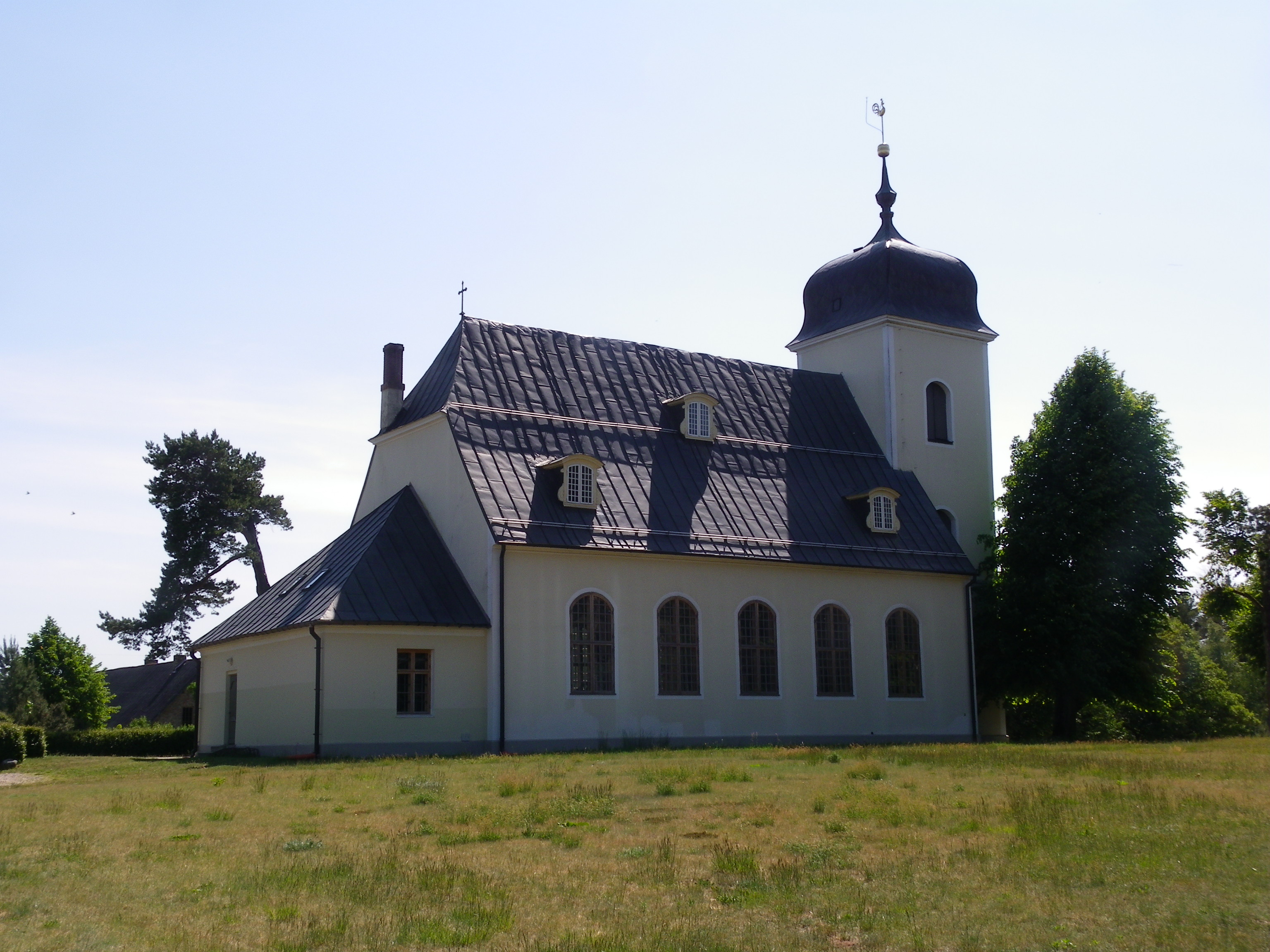
Бикерниекская церковь
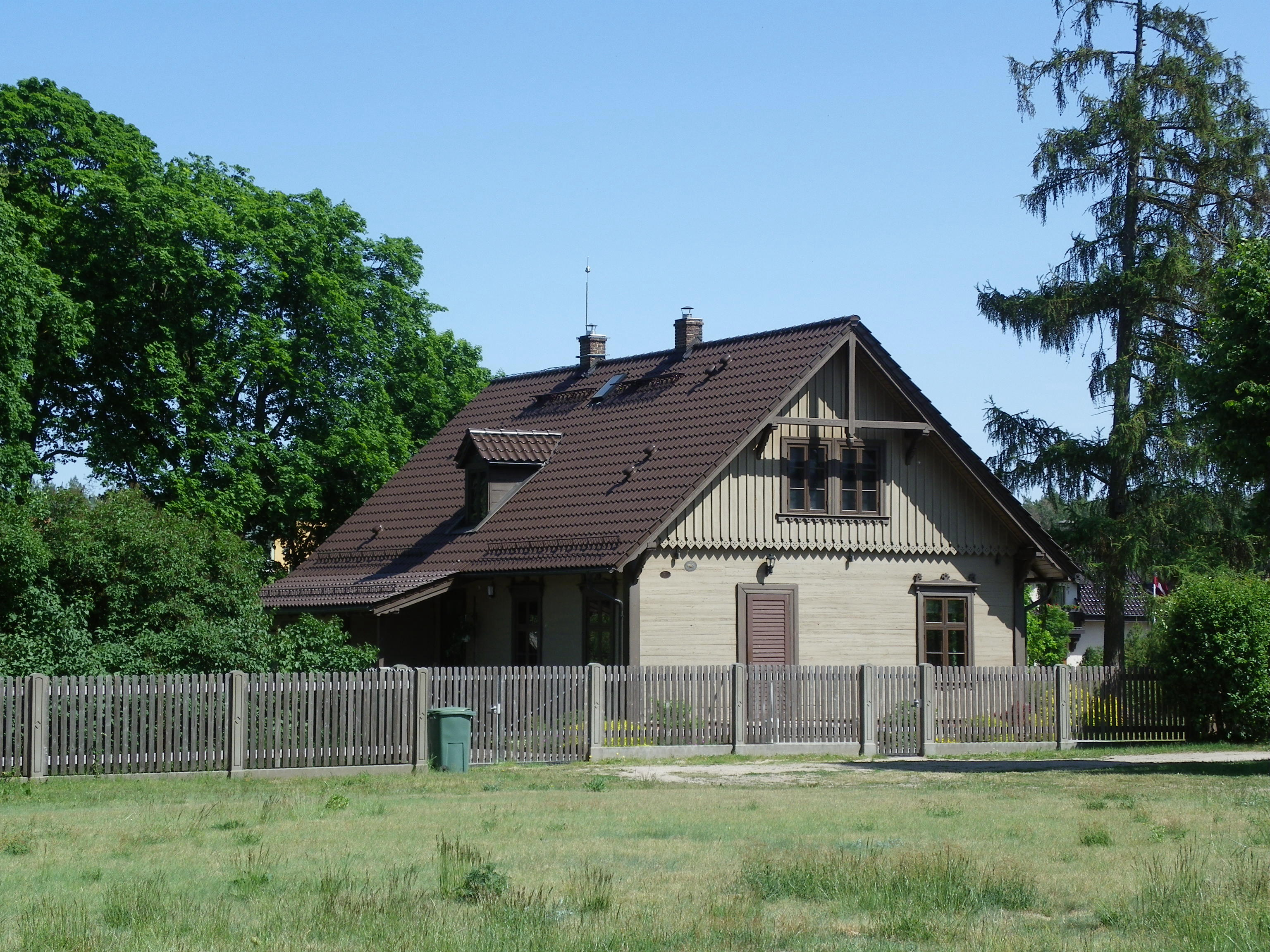
Дом № 61